# Sibdon Carwood
Sibdon Carwood – osada w Anglii, w hrabstwie Shropshire. Leży 31 km na południe od miasta Shrewsbury i 215 km na północny zachód od Londynu. W 2001 miejscowość liczyła 82 mieszkańców.